# Зірка Соломонових Островів
Зірка Соломонових Островів — найвища державна нагорода Соломонових Островів, започаткована 1981 року для відзначення голів держав та відомих міжнародних лідерів. Жоден житель самих Соломонових Островів цю нагороду не отримував.

## Відомі нагороджені
- Єлизавета II — перша з нагороджених (1992)
- Гелен Елізабет Кларк
- Джон Говард
- Майкл Сомаре
- Річард Віндзор, герцог Глостерський